# ماري تيريزا إنرايت
ماري تيريزا إنرايت (بالإنجليزية: Mary Teresa Enright)‏ هي صحفية ومُدرسة نيوزيلندية، ولدت في 22 يوليو 1880، وتوفيت في 21 يناير 1966.